# 馬場村 (岐阜県)
馬場村（ばばむら）はかつて岐阜県本巣郡に存在した村である。
現在の瑞穂市馬場、馬場北町、馬場子城町、馬場上光町、馬場春雨町、馬場前畑町などに該当する。

## 歴史
- 江戸時代、この地域は天領であった。
- 1889年（明治22年）7月1日 - 町村制により、馬場村が発足。
- 1897年（明治30年）4月1日 - 生津村、柱本村、高屋村が合併し、生津村が発足。同日馬場村は廃止。